# Зайченко, Захарий Иванович
Захарий Иванович Зайченко (1871—?) — русский военачальник, генерал-майор.

## Биография
Родился 5 сентября (19 сентября по новому стилю) 1871 года в православной семье Ивана Ивановича Зайченко, купца 1 гильдии, позднее рязанского дворянина, действительного статского советника. Помимо него в семье было еще двое детей (брат Иван Иванович (1872 г.р.) и сестра Анна Ивановна(13.09.1879). Мать- Анна Ивановна происходила из дворянского рода Кононовых.
Образование получил в Елисаветградском реальном училище.
В военную службу вступил 24 августа 1890 года. Окончил военно-училищный курс Московского пехотного юнкерского училища (1892) и был выпущен в 33-й пехотный Елецкий полк. Подпоручик (ст. (04.08.1892). Поручик (ст. 05.08.1895).
Окончил Николаевскую академию генштаба (1898; по 1-му разряду). Штабс-капитан (ст. 17.05.1898). Состоял при Омском военном округе. Старший адъютант штаба войск Семиреченской области (29.12.1898-05.11.1900). Капитан (ст. 09.04.1900). Старший адъютант штаба 1-й Туркестанской казачьей дивизии (05.11.1900-05.11.1903). Цензовое командование ротой отбывал в 3-м Туркестанском стрелковом батальоне (04.10.1902-04.10.1903). Помощник старшего адъютанта штаба войск Туркестанского военного округа (05.11.1903-13.05.1904).
Начальник строевого отдела штаба Ивангородской крепости (13.05.-25.08.1904). Подполковник (ст. 28.03.1904). Штаб-офицер для поручений при штабе Одесского военного округа (25.08.1904-24.06.1911). Полковник (ст. 13.04.1908). Цензовое командование батальоном отбывал в 33-м пехотном Елецком полку (27.05.-27.09.1908). Начальник штаба 42-й пехотной дивизии (с 24.06.1911). Был прикомандирован к артиллерии (15.06.-02.08.1911). Командир 130-го пехотного Херсонского полка.
Участник Первой мировой войны. На февраль 1915 года находился в том же чине и должности. Начальник штаба 53-й пехотной дивизии (с 17.12.1915). Генерал-майор (пр. 18.02.1916; ст. 11.05.1915). Начальник штаба 38-го армейского корпуса (13.11.1916-20.07.1917). Командующий 59-й пехотной дивизией (с 20.07.1917). Временно командующий 33-м армейским корпусом.
Добровольно вступил в РККА (1918). Инспектор по формирированию красногвардейских частей 8-й армии. Начштаба Ярославского военного округа. В распоряжении Всероглавштаба находился с 18 августа 1918 года. С 24.09.1918г. военрук Приволжского военного округа. Затем находился в распоряжении комиссара Екатеринбургской железной дороги, командарма 4-й армии. Был начальником штаба 53-й пограничной дивизии и Киевского укрепрайона. Был включен в списки Генштаба РККА от 15.07.1919 и 07.08.1920.
Служил помощником начальника Высшей Военной Школы им. Каменева по учебно-строевой части (29.06.1921-03.05.1922), вторым помощником начальника штаба Московского военного округа (с 03.05.1922). В 1930 году преподавал в школе усовершенствования комсостава «Выстрел».
Автор книги: «Памиры и Сарыколъ (Очеркъ возникновенiя, последовательного развития и современного положенiя Памирскаго вопроса)» (1903 год).
Начало войны Зайченко встретил в Москве. В первые дни войны бывший генерал-майор царской армии отправил несколько писем лично И. В. Сталину. Достоверно неизвестно о их содержании, однако в некоторых источниках встречается упоминаются о том, что он писал о необходимости ответных и решительных мер (неизвестно, каких именно).
Сын Захария Ивановича — Иван Захарович Зайченко, доктор технических наук, изобретатель, прославившийся в области гидромоторов.

## Награды
- Награждён орденом Св. Георгия 4-й степени (26 июня 1916, за Лодзинскую операцию[4]) и Георгиевским оружием (ВП 09.03.1915).
- Также награждён орденами Св. Станислава 3-й степени (1901); Св. Анны 3-й степени (1906); Св. Станислава 2-й степени (13.04 и 18.06.1911); Св. Владимира 4-й степени с мечами и бантом (1915).